# 市民広場 (台北市)

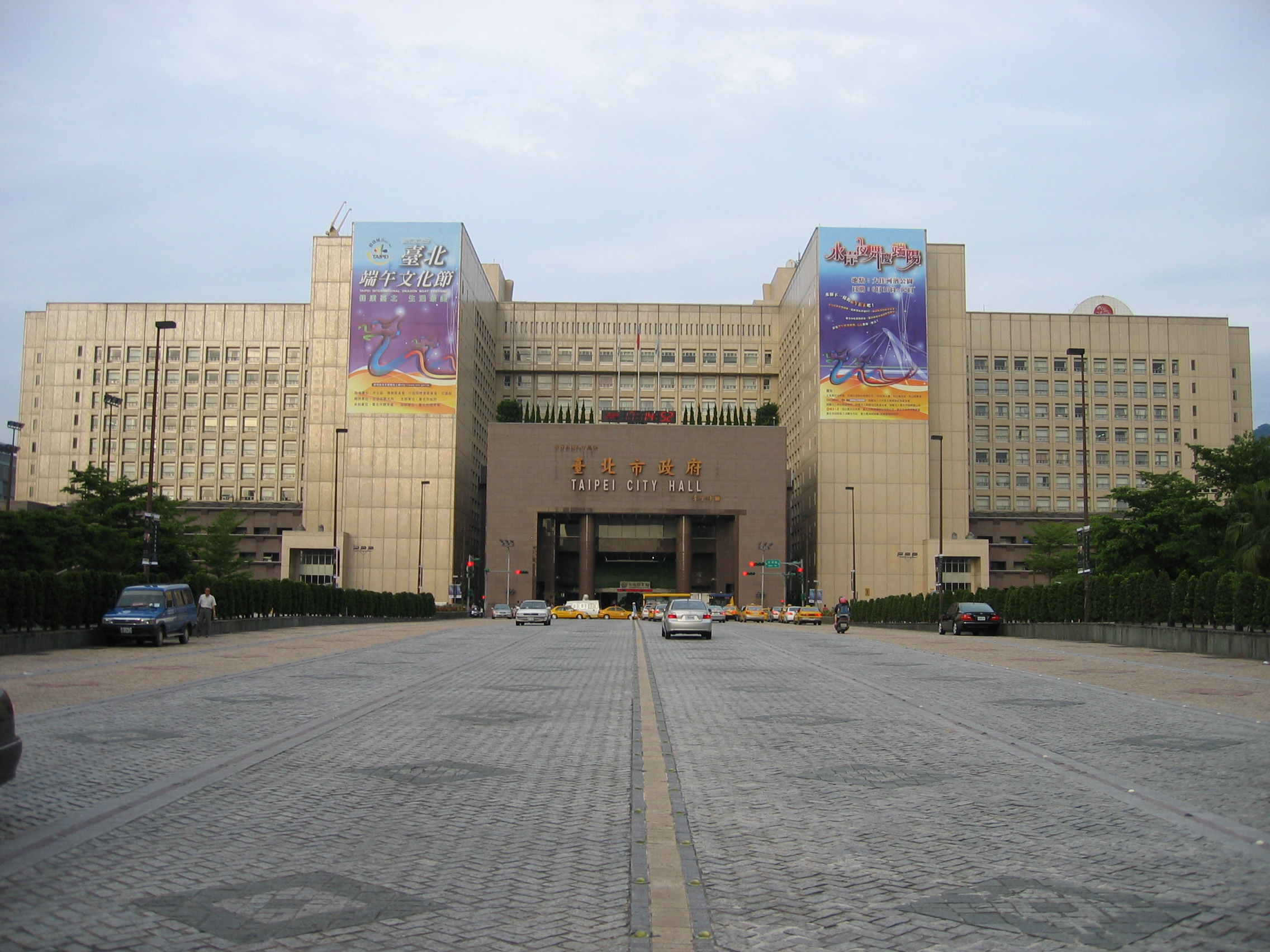
台北市役所と市民広場

市民広場（しみんひろば）は、台湾台北市にある広場。台北市役所前にあり、年間を通じて様々なイベントが開催されている。毎年12月31日のカウントダウン・年越しイベントを行っている。

## アクセス
- 台北捷運：
  1. 板南線：市政府駅より徒歩5分